# Nicole Léger
Pour les articles homonymes, voir Léger.
Nicole Léger (née le 12 mars 1955 à Montréal) est une femme politique et une enseignante québécoise. Elle a été députée de la circonscription de Pointe-aux-Trembles de 2008 à 2018, sous la bannière du Parti québécois. Elle a été plusieurs fois ministre dans les gouvernements de Lucien Bouchard, de Bernard Landry et de Pauline Marois.

## Biographie

### Formation et carrière
Elle obtient son baccalauréat en éducation à l'UQAM en 1977. Elle étudie ensuite le droit, les arts (profil danse) et le journalisme (attestation de l'École Promédia).
Elle enseigne à l'école primaire comme titulaire de classe, particulièrement la quatrième année, puis l'éducation physique de la maternelle à la sixième année. Après avoir pratiqué la danse de nombreuses années et réalisé des études dans ce domaine, le ministère de l'Éducation l'interpelle pour implanter des projets pilotes en cheminement danse dans une école secondaire à concentration artistique de la région de Lanaudière. Elle instaurera le profil danse à l'une des premières écoles secondaires du Québec. Elle enseignera donc la danse au secondaire pour les élèves en cheminement danse de premier à quatrième secondaire et également l'éducation physique aux élèves en difficulté, particulièrement en cheminement particulier et ce, jusqu'en 1993. Durant ces années, elle fut chef de département en éducation physique et également chef du département des arts. Elle a également occupé le poste de déléguée syndicale pendant quelques années.

### Vie politique
Impliquée dans le Parti québécois dès 1970, elle est élue pour la première fois dans une élection partielle le 9 décembre 1996. Elle a d'ailleurs fondé le premier Comité national des jeunes du Parti québécois en 1973. Nicole Léger sera ainsi la deuxième fille de l'histoire de l'Assemblée nationale du Québec à succéder à un père qui a siégé également à l'Assemblée nationale du Québec. La première femme est Claire Kirkland-Casgrain. Nicole Léger est également la première femme de l'histoire du Québec à être whip en chef de l'opposition officielle, de même que la première femme à devenir whip comme son père précédemment.
En septembre 1998, Nicole Léger est nommée ministre déléguée à la Famille et l'Enfance au sein de l'équipe de Lucien Bouchard et elle est réélue lors des élections générales de novembre 1998 où elle conserve son poste au ministère de la Famille jusqu'en 2001. Elle créera avec sa collègue Pauline Marois, les centres de la petite enfance du Québec (CPE) au tarif quotidien de 5 $ par enfant chargé aux parents, puis élaborera la Politique familiale du Québec dont l'assurance parentale québécoise. Elle réalisera le premier Forum sur la famille au Québec qui réunira tous les acteurs de la société québécoise qui œuvrent auprès des familles, tant au niveau des chercheurs que sur le terrain.
En 2001, au sein du gouvernement de Bernard Landry, elle est ministre déléguée à la Lutte contre la pauvreté et l'exclusion sociale. Elle fera adopter avec sa collègue Linda Goupil, la première Loi contre la pauvreté et l'exclusion sociale au Québec (Loi 112). Elle réalisera également la première Déclaration nationale de l'Action bénévole du Québec. De plus, elle fera également adopter la première Politique de reconnaissance de l'Action communautaire du Québec.
Réélue de nouveau en 2003, elle siège dans l'opposition officielle à titre de whip-adjointe du cabinet fantôme de Bernard Landry. Elle a le mandat du dossier des services sociaux puis de l'Habitation et de la Protection du consommateur. Après le départ de Bernard Landry, elle supportera la candidature de Pauline Marois à la chefferie en 2005. Elle est la première députée à lui donner son appui.
Elle s'investira particulièrement sur la tenue d'une commission itinérante sur le Patrimoine religieux. Cela l'amènera à une mission parlementaire en Europe et rencontrera les experts en cette matière pour la France et la Belgique.
Elle annonce son retrait de la politique le 7 mars 2006, cette décision étant effective le 1er juin 2006. Elle demandera à André Boisclair, chef du Parti québécois de lui succéder dans la circonscription de Pointe-aux-Trembles. Il sera élu le 14 août 2006. Elle aura effectué la transition.
Nicole Léger retourne ensuite à temps plein à ses obligations de vice-présidente aux ressources humaines et communications de Léger Marketing, compagnie fondée par son père Marcel Léger (1930-1993) et sous la présidence de son frère Jean-Marc Léger.
Elle est également commentatrice de l'actualité publique à plusieurs émissions radiophoniques et télévisées dont la coanimation à l'émission quotidienne L'Avocat du diable à TQS.
Le 9 décembre 2007, Nicole Léger effectue un retour sur la scène politique québécoise en étant désignée candidate du Parti québécois en vue d'une élection partielle dans la circonscription de Pointe-aux-Trembles, le 12 mai 2008. Le jour du scrutin, elle remporte la victoire. Elle devient la présidente du caucus de l'aile parlementaire du Parti québécois, puis whip en chef de l'opposition officielle, puis porte-parole de la Métropole. Elle mettra sur pied le comité parlementaire sur la conciliation famille-travail des députés. Elle instituera également des formations au Parlement pour les attachés politiques des circonscriptions du Québec. Elle initiera des rencontres intitulées D'hier à aujourd'hui et permettra à la génération de députés en fonction à côtoyer des ex-ministres par des soirées-échanges.
Avec son collègue whip du gouvernement, Pierre Moreau, elle entend faire davantage reconnaître le travail de whip et c'est ainsi qu'elle effectue une mission parlementaire en Angleterre et en Irlande avec le président de l'Assemblée nationale du Québec, Yvon Vallières, et ainsi rencontrer les whip et les leaders de la Chambre des communes et de l'Assemblée des députés. Elle a d'ailleurs eu, avec ses collègues, une entrevue privée avec la Présidente de l'Irlande, madame Mary McAleese, puis une rencontre privée pour la préparation de la période de questions avec le président de la Chambre, John Bercow.
Avec messieurs Moreau et Vallières, elle commandera des études de faisabilité pour moderniser le Parlement du Québec et ainsi mettre en œuvre de nouveaux espaces pour faciliter la vie des parlementaires et des visiteurs. Ce projet est maintenant une réalité, puisque depuis l'automne 2018, le Parlement du Québec fait peau neuve.
Après la victoire du Parti québécois aux élections de 2012, elle est ministre de la Famille dans le cabinet de Pauline Marois. Elle est également ministre responsable de la région de Laval et présidente du comité ministériel des ministres des régions. Elle est également vice-présidente du Conseil du trésor avec son collègue Stéphane Bédard, président du conseil. Elle met sur pied le Comité consultatif national sur la famille, puis réalisera à nouveau le 2e Forum sur la famille au Québec. Elle contribuera également à la mise sur pied du Comité consultatif sur la réforme du droit de la famille avec son collègue Bertrand St-Arnaud, ministre de la Justice. Le comité sera présidé par maître Alain Roy, expert en droit de la famille au Québec. Il en résultera une série de recommandations.
Réélue lors de la défaite du Parti québécois en avril 2014, elle devient porte-parole de l'opposition officielle en matière d'éducation primaire et secondaire, et de persévérance scolaire, puis du Conseil du trésor. Elle devient la présidente du caucus des députés de l'aile parlementaire du Parti québécois. Elle s'est démarquée par sa lutte pour les juristes de l'État, la mise sur pied de l'Autorité des marchés publics et de la Loi sur les lanceurs d'alerte.
Depuis 2011, elle a également mis sur pied le CDEM, Comité de développement de l'Est de Montréal. Cette grande table de concertation réunie près de 80 leaders de l'Est De Montréal et a comme mission de promouvoir et agir pour l'Est de Montréal. Elle a dirigé et présidé cette table jusqu’en septembre 2020. Elle a mis sur pied un comité de transition afin de poursuivre la mission du CDEM composé de Robert Coutu, Pierre Lessard-Blais, Dimitri Tsingakis, Malika Habel et Annie Bourgoin. Les quatre priorités sont le transport, le développement économique et l’environnement, le Savoir, l’Emploi et l’Entrepreneuriat et la qualité de vie et la Santé.
En janvier 2018, elle annonce qu'elle met fin à sa carrière politique après plus de 22 ans comme députée tout en terminant son mandat qui prenait fin le 1er octobre 2018. Elle donne maintenant des conférences sur demande et reste disponible pour « coacher », faire du mentorat, animer, commenter et former.

## Vie privée
Elle est la fille de Marcel Léger, ancien député péquiste de Lafontaine (qui incluait à l'époque Pointe-aux-Trembles) de 1970 à 1985 et ministre dans le cabinet de René Lévesque ainsi que de Jeanne d'Arc Lamontagne, très engagée dans le mouvement scout et l'entraide humanitaire pour la communauté haïtienne. Le 9 février 2007, elle épouse Jean-Paul Dahm qui a un fils nommé Gabriel (né en 1994) et dont la garde est partagée. D'une relation précédente, Nicole Léger a également élevé sa belle-fille, Audrey Pélissier-Lapointe (née en 1985) en garde partagée d'abord, puis en garde complète à son adolescence.
Nicole Léger a reçu le prix reconnaissance de la Fondation de l'Université du Québec à Montréal et de la faculté de l’Éducation de l’UQAM. Elle a également reçu la Médaille de l’Assemblée nationale du Québec par les députés Vincent Marissal et Alexandre Leduc au nom des membres du CDEM, organisme qu’elle a fondé et présidé de 2011 à 2020 pour sa grande implication au développement de l’Est de Montréal. Elle a pratiqué de nombreux sports dont le tennis de table, le tennis et le ballon-volant, mais particulièrement le karaté (style Kyokushin) en obtenant sa ceinture noire première dan en 1990. Elle a également exercé la profession de mannequin durant quelques années auprès de l'Agence Dominique Dufour et elle s’est longuement investie et pratiquée la danse contemporaine comme danseuse, chorégraphe, directrice et productrice. De nombreux enfants, adolescents, adultes et jeunes prometteurs ont pu recevoir sa pédagogie, sa créativité et son expérience diversifiée en art.
En 2015, elle est atteinte d'une tumeur à la langue et les traitements qu'elle a dû subir pour en guérir ont affecté son élocution pendant quelques mois dont ses prises de parole comme parlementaire à l’Assemblée nationale du Québec. L’ovation reçue en octobre 2015 par ses pairs de tous les partis politiques resteront un moment unique et exceptionnel,. Elle est maintenant guérie et son élocution est presque totalement rétablie.
Depuis 2018, elle est aidante naturelle auprès de sa mère Jeanne d’Arc Lamontagne-Léger (née en 1929) et continue d’offrir ses services comme mentor et conférencière.

## Honneurs
- 2005 : Médaille de l'Assemblée nationale[4]